# 상류사회 (1974년 영화)
《상류사회》(영어: Fatti di gente perbene, Drama of the Rich)는 이탈리아에서 제작된 마우로 볼로그니니 감독의 1974년 드라마 영화이다. 카트린 드뇌브 등이 주연으로 출연하였고 랄프 바움 등이 제작에 참여하였다. 국내에서는 《까뜨린느 드뇌브의 상류사회》라는 이름으로 개봉하였다.

## 출연

### 주연
- 카트린 드뇌브
- 지안카를로 지아니니

### 조연
- 티나 오몽
- 로라 베티
- 파올로 보나첼리
- 마르셀 보주피
- 에토르 마니
- 페르난도 레이
- 자코모 로시 스튜어트